# 냉혈동물
냉혈동물(冷血動物, Cold-blooded animal)은 외부의 온도 변화에 따라 체온이 변화하는 동물이다. 포유류와 새를 제외한 거의 모든 동물이 속한다.

## 분류
크게 2가지 종류가 있다.
- 외온동물 (Ectotherm) - 체온 향상, 유지에 의미 있을 만큼 열을 내지 못하는 동물
- 변온동물 (Poikilotherm) - 스스로 열을 낼 수 있지만 온도를 정온으로 유지시키지는 못하고, 다양한 체온 조건에서 살 수 있는 동물

## 같이 보기
- 온혈동물 (항온동물)
- 중온동물 (mesotherm)
- 겨울잠